# Kfz 11
Il grosso e potente Kfz 11, costruito sulla base della Horch Typ 830 era un altro veicolo civile dei tanti adattati, tra le 2 guerre, a ruoli militari. L'autovettura, prodotta dalla Horch (confluita nel gruppo Auto Union all'inizio degli anni trenta), da cui proveniva aveva una trazione del tipo 4x2, per cui le ruote erano state rese più larghe per migliorare la mobilità, aveva una classica configurazione con motore sistemato in un lungo cofano anteriore e una carrozzeria bassa e slanciata. La capote era in tela, mentre per ridurre il peso e il costo spesso la carrozzeria era parzialmente in legno, nei modelli con cabina chiusa, impiegati in genere per le comunicazioni.
Il veicolo aveva un motore a benzina molto potente, 8 cilindri a V da 3.517 cm³ e 75 hp, trasmissione con 4 marce avanti e 1 indietro. Era elegantemente munito di ampi parafanghi di disegno essenzialmente civile, con una ruota di scorta per parte, mentre dietro il cabinato era presente un grande portabagagli. L'impiego dell'elegante Horch, che pesava assai poco, almeno nel modello con capote in tela (930 kg) malgrado le dimensioni, era quello di veicolo radio per le comunicazioni, ma anche di trattore per artiglierie leggere per la fanteria e talvolta, anche come veicolo porta-truppe.
Esso è più facilmente ricordato per la sua attività come veicolo per i comandanti tedeschi, con una colorazione scura e le classiche bandierine con la svastica sui pennoni installati sopra i parafanghi anteriori.
Nonostante i Tedeschi avessero cominciato a sostituirla nel 1937 con i mezzi della famiglia Einheits-PKW, fu impiegata nella maggior parte dei teatri di guerra della Seconda guerra mondiale.